# Partido judicial de Picasent
El partido judicial de  Picassent es uno de los dieciocho partidos judiciales de la provincia de Valencia; en concreto se trata del partido judicial n.º 18 de la provincia de Valencia.
El ámbito territorial, que viene regulado por el Real Decreto 529/1983, de 9 de marzo, comprende los municipios de:
- Alcácer
- Alfarp
- Beniparrell
- Catadau
- Llombay
- Monserrat
- Montroy
- Picasent
- Real